# Homo rhodesiensis
Homo rhodesiensis este o specie extinctă de hominid din genul Homo, descoperită pentru prima dată în 1921, într-o peșteră în Broken Hill, astăzi Kabwe, în Zambia (fosta "Rhodesia de Nord").
H. rhodesiensis este acum considerat în mare parte sinonim cu Homo heidelbergensis, sau posibil o subspecie africană de Homo heidelbergensis sensu lato, înțeleasă ca o specie polimorfă dispersată în întreaga Africa și Eurasia care a trăit în Pleistocenul mijlociu, acum 800.000-120.000 de ani în urmă. Au fost propuse și alte denumiri, cum ar fi Homo sapiens arcaicus și  Homo sapiens rhodesiensis. White și colab. (2003) a sugerat Omul Rhodesian ca strămoș al lui Homo sapiens idaltu.
Craniul fosil numit „Kabwe 1” a fost descoperit în zona Mutwe Wa Nsofu într-o mină de plumb și zinc în Rhodesia de Nord (astăzi Kabwe, Zambia) la 17 iunie 1921  de un miner elvețian. În plus față de craniu, s-au mai găsit un maxilar superior de la un alt individ, osul sacrum, o tibie și două fragmente de femur. În același an, paleontologul englez Arthur Smith Woodward a atribuit craniul ca specimen tip pentru Homo rhodesiensis; majoritatea oamenilor de știință contemporani renunță total la taxonul „rhodesiensis” și îl atribuie lui Homo heidelbergensis.